# Hōjū-ji
Il tempio Hōjū (法住寺, Hōjū-ji) è un tempio buddista nella città di Kyoto che un tempo era la residenza dell'imperatore in pensione Go-Shirakawa.

## Storia
Il tempio fu originariamente fondato da Fujiwara no Tamemitsu nel 988, a metà del periodo Heian, ma fu distrutto nel 1032 e ricostruito 120 anni dopo.
Nel 1158, l'imperatore Go-Shirakawa abdicò in favore di suo figlio, il principe Morihito, il futuro imperatore Nijō, e divenne imperatore di clausura e fece di Hōjū-ji la sua casa, chiamata Hōjū-ji dono (法住寺殿, o Hōjū-ji-den, lett. "Palazzo del Tempio Hōjū"). Tuttavia, nel 1183, Go-Shirakawa fu informato da Minamoto no Yukiie che Minamoto no Yoshinaka voleva catturarlo, fondare un nuovo governo nel nord e usare l'ex imperatore per giustificare il suo governo.
A sua volta, Go-Shirakawa avvisò i fratelli Minamoto Yoshitsune e Noriyori e chiese il loro aiuto per fermare il loro cugino Yoshinaka.
Tuttavia, arrivarono troppo tardi. Yoshinaka aveva già iniziato il suo attacco alla capitale nel dicembre 1183 e aveva attaccato il palazzo stesso nel 1184. Durante quello che è noto come l'Assedio dell'Hōjūjidono, diede fuoco agli edifici, massacrò molti degli occupanti e sequestrò l'imperatore in pensione prima di fuggire dalla città con lui.
Dopo questo evento, il tempio è stato ricostruito e ora ospita la tomba di Go-Shirakawa. È anche strettamente correlato al tempio Sanjūsangen-dō.

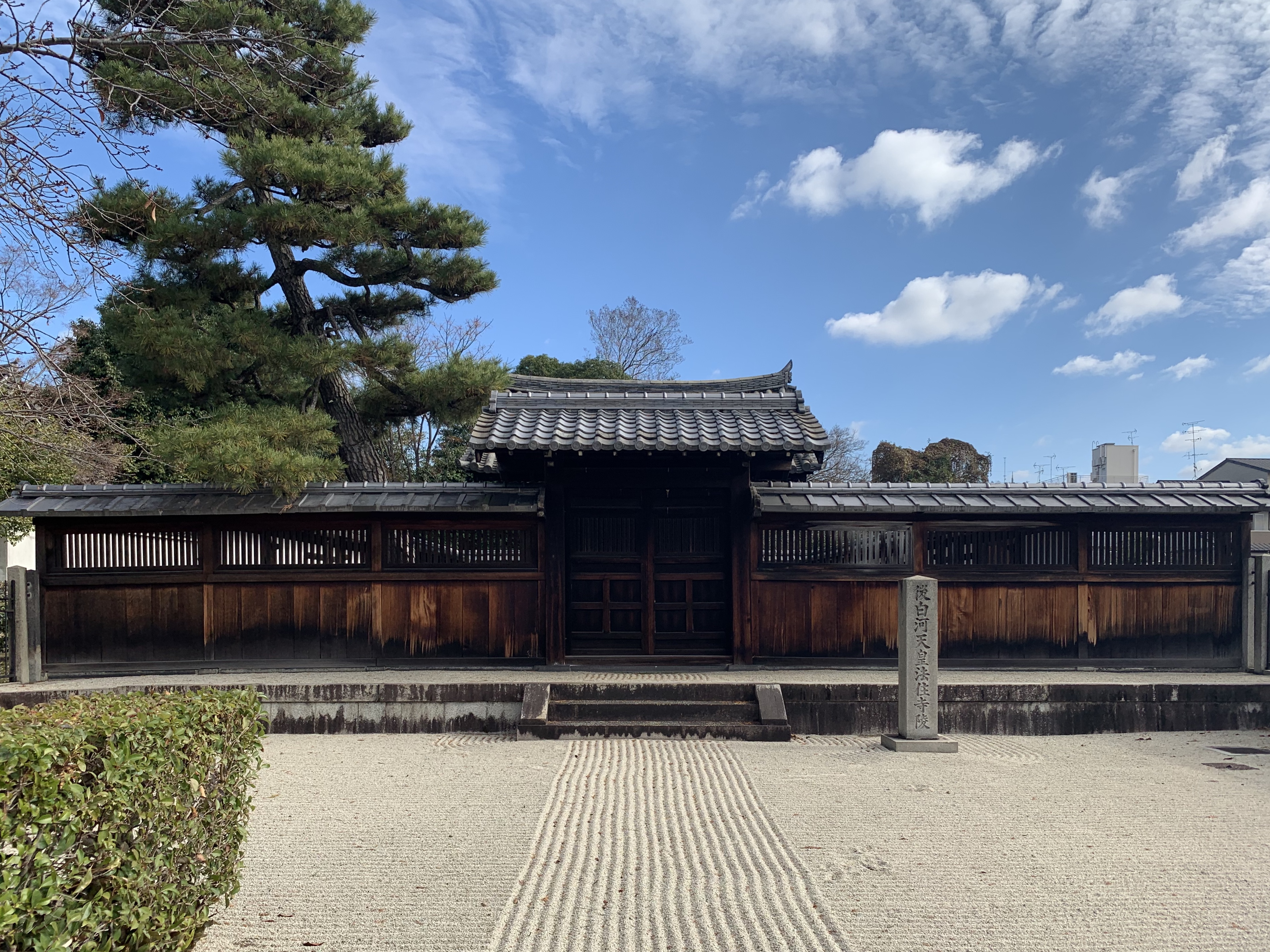
Mausoleo dell'imperatore Go-Shirakawa